# Saint-Just-la-Pendue
Pour les articles homonymes, voir Saint-Just.
Saint-Just-la-Pendue est une commune française située dans le département de la Loire en région Auvergne-Rhône-Alpes.

## Géographie
La commune de Saint-Just-la-Pendue appartient au canton du Coteau, à l'arrondissement de Roanne, au département de la Loire et est en France. Les habitants de Saint-Just-la-Pendue étaient au nombre de 1640 au recensement de février 2012. La superficie est de 19,9 km². Saint-Just-la-Pendue porte le code Insee 42249 et est associée au code postal 42540. Elle se situe géographiquement à une altitude de 582 mètres environ.

### Climat
Pour des articles plus généraux, voir Climat d'Auvergne-Rhône-Alpes et Climat de la Loire.
En 2010, le climat de la commune est de type climat des marges montargnardes, selon une étude du Centre national de la recherche scientifique s'appuyant sur une série de données couvrant la période 1971-2000. En 2020, Météo-France publie une typologie des climats de la France métropolitaine dans laquelle la commune est exposée à un climat de montagne ou de marges de montagne et est dans la région climatique Nord-est du Massif Central, caractérisée par une pluviométrie annuelle de 800 à 1 200 mm, bien répartie dans l’année.
Pour la période 1971-2000, la température annuelle moyenne est de 10,1 °C, avec une amplitude thermique annuelle de 16,1 °C. Le cumul annuel moyen de précipitations est de 849 mm, avec 10,1 jours de précipitations en janvier et 7,2 jours en juillet. Pour la période 1991-2020, la température moyenne annuelle observée sur la station météorologique de Météo-France la plus proche, « Fourneaux », sur la commune de Fourneaux à 5 km à vol d'oiseau, est de 11,7 °C et le cumul annuel moyen de précipitations est de 900,1 mm,. Pour l'avenir, les paramètres climatiques de la commune estimés pour 2050 selon différents scénarios d'émission de gaz à effet de serre sont consultables sur un site dédié publié par Météo-France en novembre 2022.

## Urbanisme

### Typologie
Au 1er janvier 2024, Saint-Just-la-Pendue est catégorisée bourg rural, selon la nouvelle grille communale de densité à sept niveaux définie par l'Insee en 2022.
Elle est située hors unité urbaine. Par ailleurs la commune fait partie de l'aire d'attraction de Roanne, dont elle est une commune de la couronne,. Cette aire, qui regroupe 88 communes, est catégorisée dans les aires de 50 000 à moins de 200 000 habitants,.

### Occupation des sols
L'occupation des sols de la commune, telle qu'elle ressort de la base de données européenne d’occupation biophysique des sols Corine Land Cover (CLC), est marquée par l'importance des territoires agricoles (87,8 % en 2018), en diminution par rapport à 1990 (89 %). La répartition détaillée en 2018 est la suivante :
prairies (62,8 %), zones agricoles hétérogènes (22,1 %), forêts (7,3 %), zones urbanisées (4 %), terres arables (3 %), zones industrielles ou commerciales et réseaux de communication (0,9 %). L'évolution de l’occupation des sols de la commune et de ses infrastructures peut être observée sur les différentes représentations cartographiques du territoire : la carte de Cassini (XVIIIe siècle), la carte d'état-major (1820-1866) et les cartes ou photos aériennes de l'IGN pour la période actuelle (1950 à aujourd'hui).

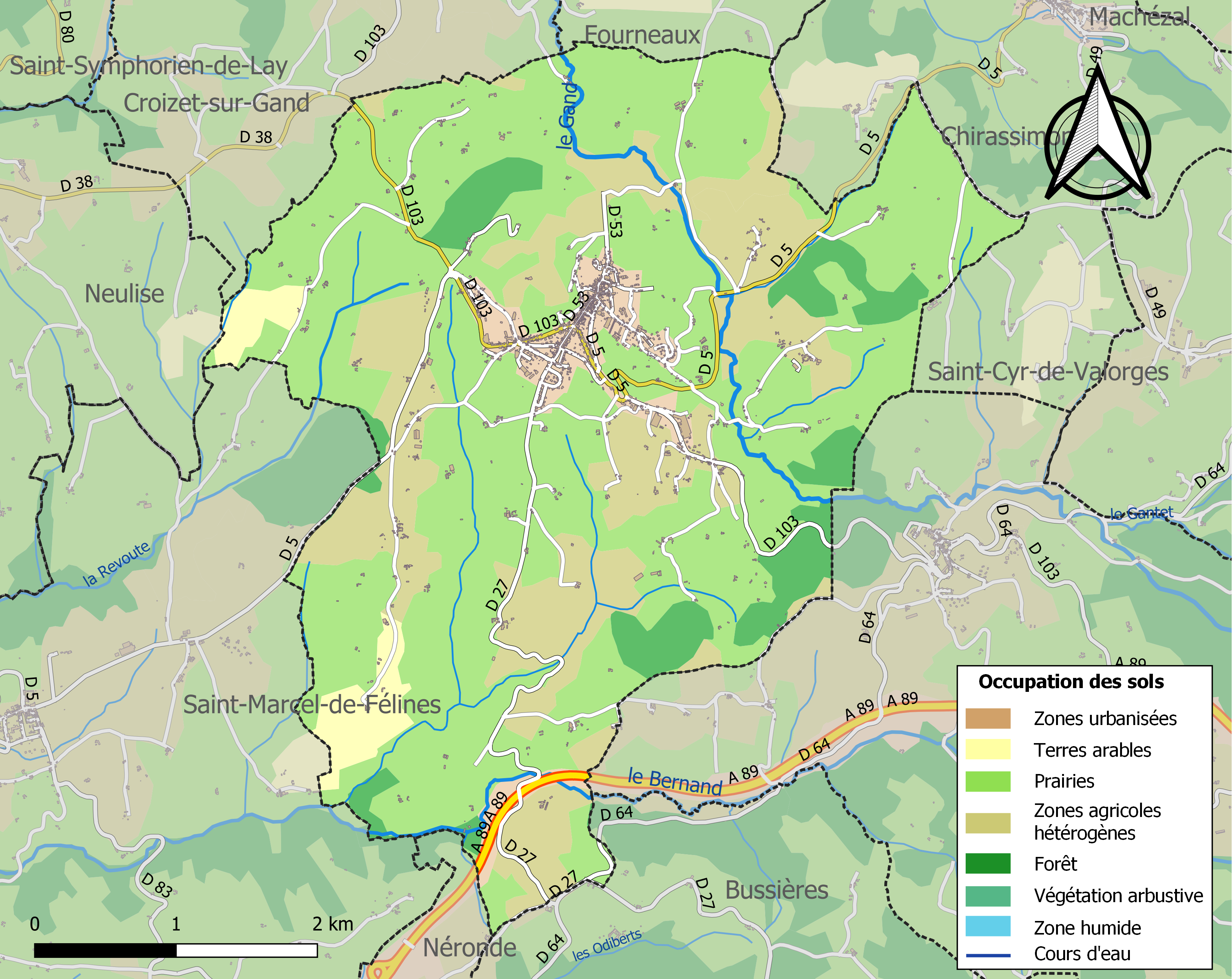
Carte des infrastructures et de l'occupation des sols de la commune en 2018 (CLC).

## Histoire
Le nom de santo justo la pendua figure dès le XIe siècle dans le cartulaire de l'abbaye de Savigny. Le surnom de "La pendue" qui a traversé les siècles sans changement, a beaucoup intrigué les voyageurs. Il reprend une tradition orale, à savoir la pendaison d'une femme pour cause d'adultère pendant 4 jours au bout desquels "elle tomba à terre pleine de vie", preuve de son innocence. Le lieu attribué au supplice, un bois, porte aussi le nom de La Pendue.
Au Moyen Âge, les châtelains de L'Aubépin, sur la commune actuelle de Fourneaux, sont seigneurs de Saint-Just-la-Pendue qui constitue la part la plus importante de leur fief. Ils y possédaient leur prison à Montmezard et étaient ensevelis dans l'église.

### Économie
On tissait le coton à Saint-Just dès les XVIIe – XVIIIe siècles. L'industrie textile s'y renforce considérablement au XIXe siècle grâce à la mousseline. Saint-Just devient alors l'un des principaux centres de la "Montagne" manufacturière dépendant de la fabrique de Tarare. Plus de 1000 métiers à tisser y battent au milieu du XIXe siècle chez des artisans ou dans des usines.
Au XXe siècle, les fibres artificielles et synthétiques viennent supplanter le coton dans la réalisation des tissus fins. À partir de 1920, on travaille la rayonne pour la fabrication de rideaux. Plus tard le tissage du voile tergal a été expérimenté par des artisans locaux qui sont plus de cent, avant d'être vulgarisé dans toute la région dans les années 1960. Le village connaît alors une belle vitalité et sa population s’accroît.
Enfin, une imprimerie est passée en vingt ans du stade artisanal au stade industriel avec l'utilisation de techniques de pointe. L'entreprise Imprimerie Chirat fut acheté en 1911 et durant les années 1980, elle employait plus de 100 personnes dont beaucoup hautement qualifiés.
Aujourd'hui, l'Imprimerie Chirat, cotée en bourse, compte environ 172 salariés.

## Politique et administration
| Période                                  | Période  | Identité          | Étiquette | Qualité |
| ---------------------------------------- | -------- | ----------------- | --------- | ------- |
| Les données manquantes sont à compléter. |          |                   |           |         |
| mars 1983                                | 1995     | Louis Rondepierre |           |         |
| mars 1995                                | 2020     | Guy Fabre         | SE        |         |
| mars 2020                                | En cours | Romain Coquard    |           |         |

## Démographie
L'évolution du nombre d'habitants est connue à travers les recensements de la population effectués dans la commune depuis 1793. Pour les communes de moins de 10 000 habitants, une enquête de recensement portant sur toute la population est réalisée tous les cinq ans, les populations de référence des années intermédiaires étant quant à elles estimées par interpolation ou extrapolation. Pour la commune, le premier recensement exhaustif entrant dans le cadre du nouveau dispositif a été réalisé en 2007.

En 2022, la commune comptait 1 644 habitants, en évolution de −0,36 % par rapport à 2016 (Loire : +1,32 %, France hors Mayotte : +2,11 %).
| 1793  | 1800  | 1806  | 1821  | 1831  | 1836  | 1841  | 1846  | 1851  |
| ----- | ----- | ----- | ----- | ----- | ----- | ----- | ----- | ----- |
| 1 600 | 1 505 | 1 825 | 2 046 | 2 637 | 2 504 | 2 606 | 2 741 | 2 816 |

| 1856  | 1861  | 1866  | 1872  | 1876  | 1881  | 1886  | 1891  | 1896  |
| ----- | ----- | ----- | ----- | ----- | ----- | ----- | ----- | ----- |
| 2 927 | 3 082 | 3 201 | 3 156 | 3 123 | 2 974 | 2 704 | 2 726 | 2 628 |

| 1901  | 1906  | 1911  | 1921  | 1926  | 1931  | 1936  | 1946  | 1954  |
| ----- | ----- | ----- | ----- | ----- | ----- | ----- | ----- | ----- |
| 2 724 | 2 716 | 2 705 | 2 148 | 2 187 | 2 045 | 1 894 | 1 610 | 1 702 |

| 1962  | 1968  | 1975  | 1982  | 1990  | 1999  | 2006  | 2007  | 2012  |
| ----- | ----- | ----- | ----- | ----- | ----- | ----- | ----- | ----- |
| 1 756 | 1 810 | 1 731 | 1 656 | 1 466 | 1 420 | 1 510 | 1 523 | 1 635 |

| 2017  | 2022  | - | - | - | - | - | - | - |
| ----- | ----- | - | - | - | - | - | - | - |
| 1 642 | 1 644 | - | - | - | - | - | - | - |

## Culture locale et patrimoine

### Lieux et monuments

#### Chapelle Notre-Dame-de-Liesse
Cette chapelle a été élevée sans doute après la peste de 1457. En 1670, le curé Duvivier fait remplacer le vieux monument par un nouvel édifice surmonté d'un clocher. Il fait tapisser le chœur d'un retable et de boiseries magnifiques. Des villages voisins, on vient admirer ce chef-d'œuvre et faire dévotion auprès des saints dont les statues naives symbolisent la vie. Il y sera inhumé après sa mort en 1694.

#### ÉgliseSaint-Justde Saint-Just-la-Pendue
Elle fut édifiée en 1850 sur l'emplacement d'un édifice dont la plus ancienne mention connue est du XIe siècle, mais on n'élève pas le clocher; on se contente d'en commencer l'embase pour y loger les anciennes cloches. Il faudra attendre 3/4 de siècle pour qu'elle soit surmontée de son clocher actuel, avec ses 4 flèches gothiques caractéristiques, grâce à la générosité d'une paroissienne mariée avec un industriel de Bussières. Son autre originalité est qu'il abrite à l'intérieur un château d'eau de 50 m3.

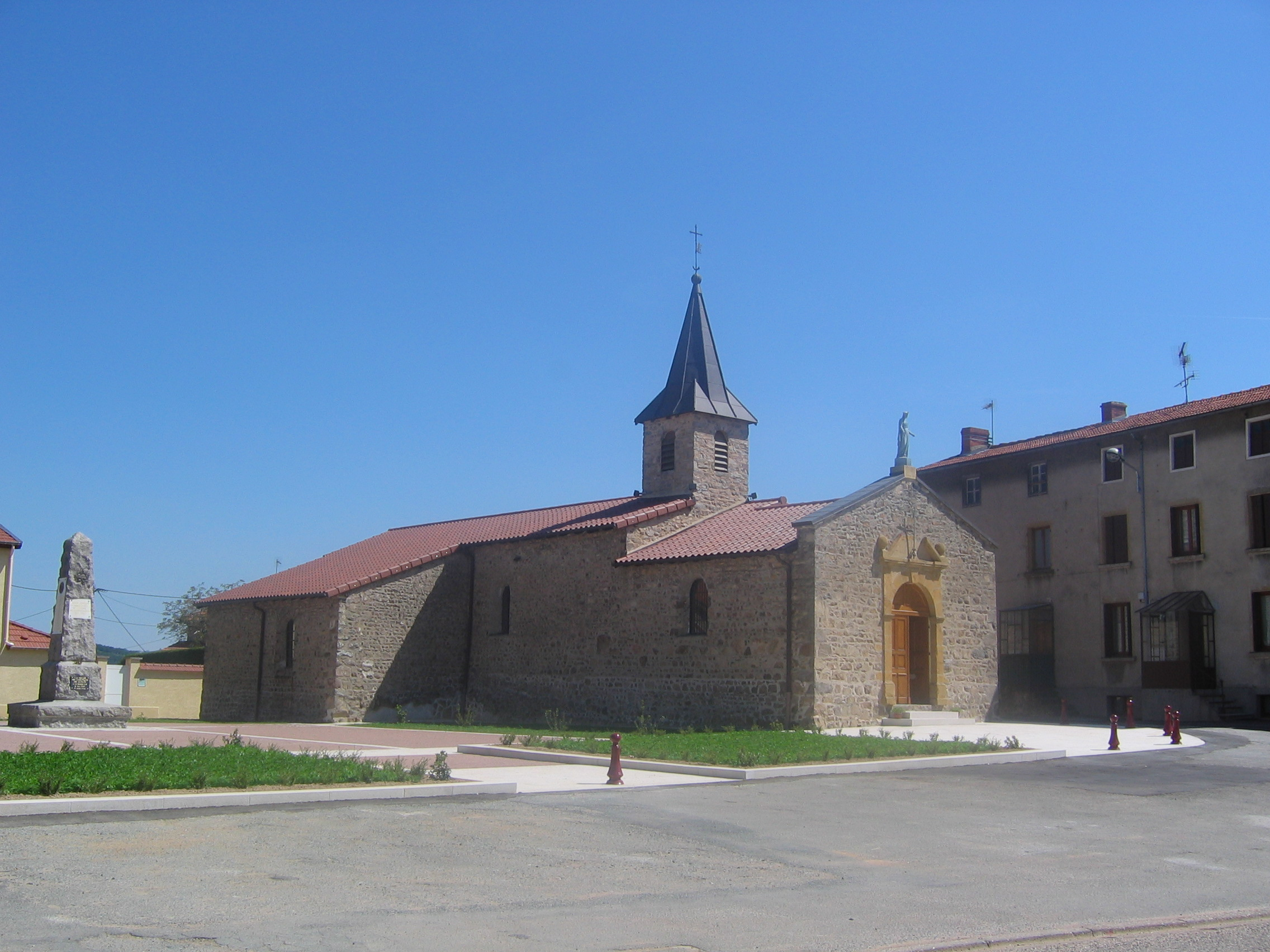
Chapelle : vue extérieure.
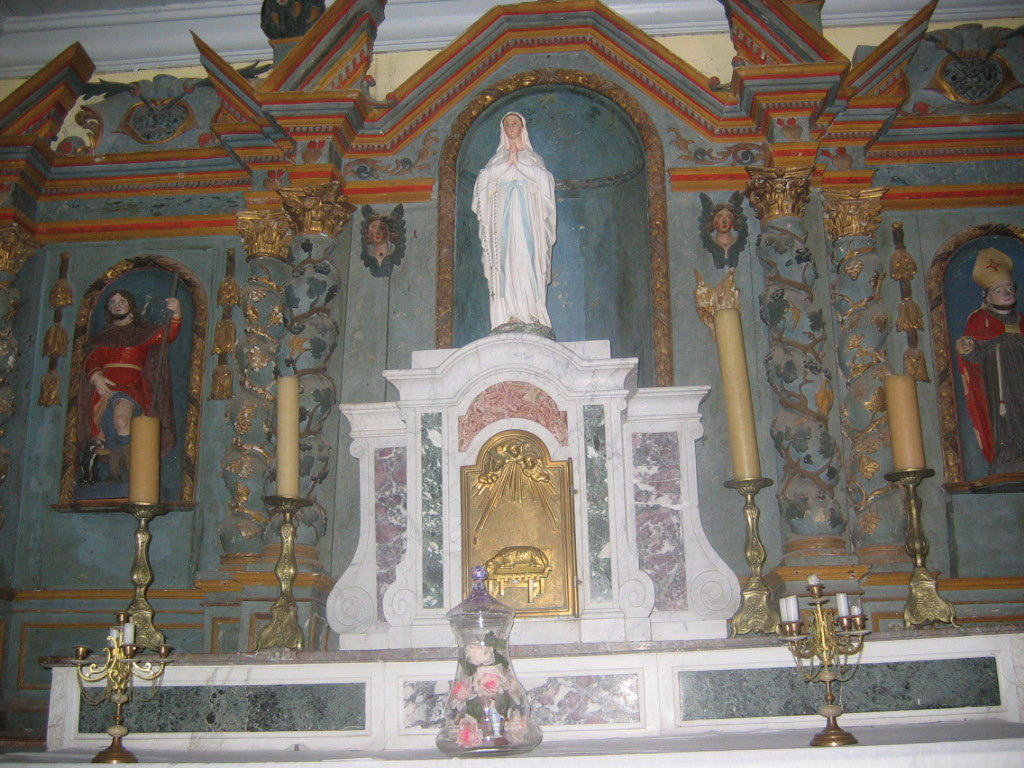
Chapelle : l'autel.
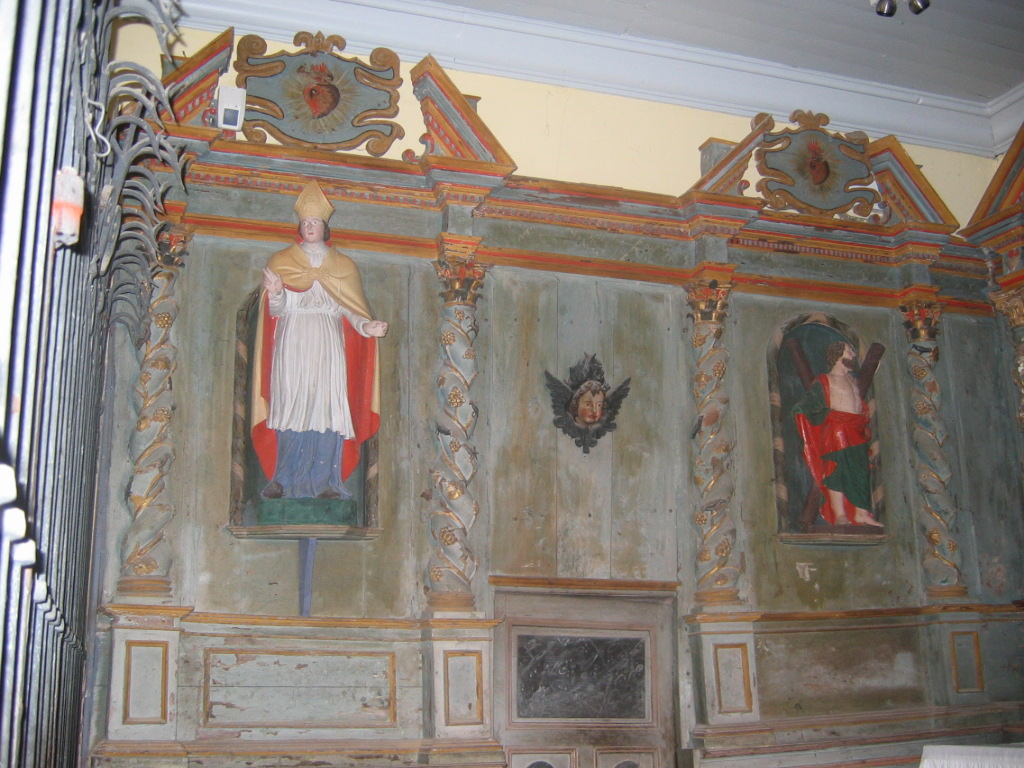
Chapelle : détail du retable.
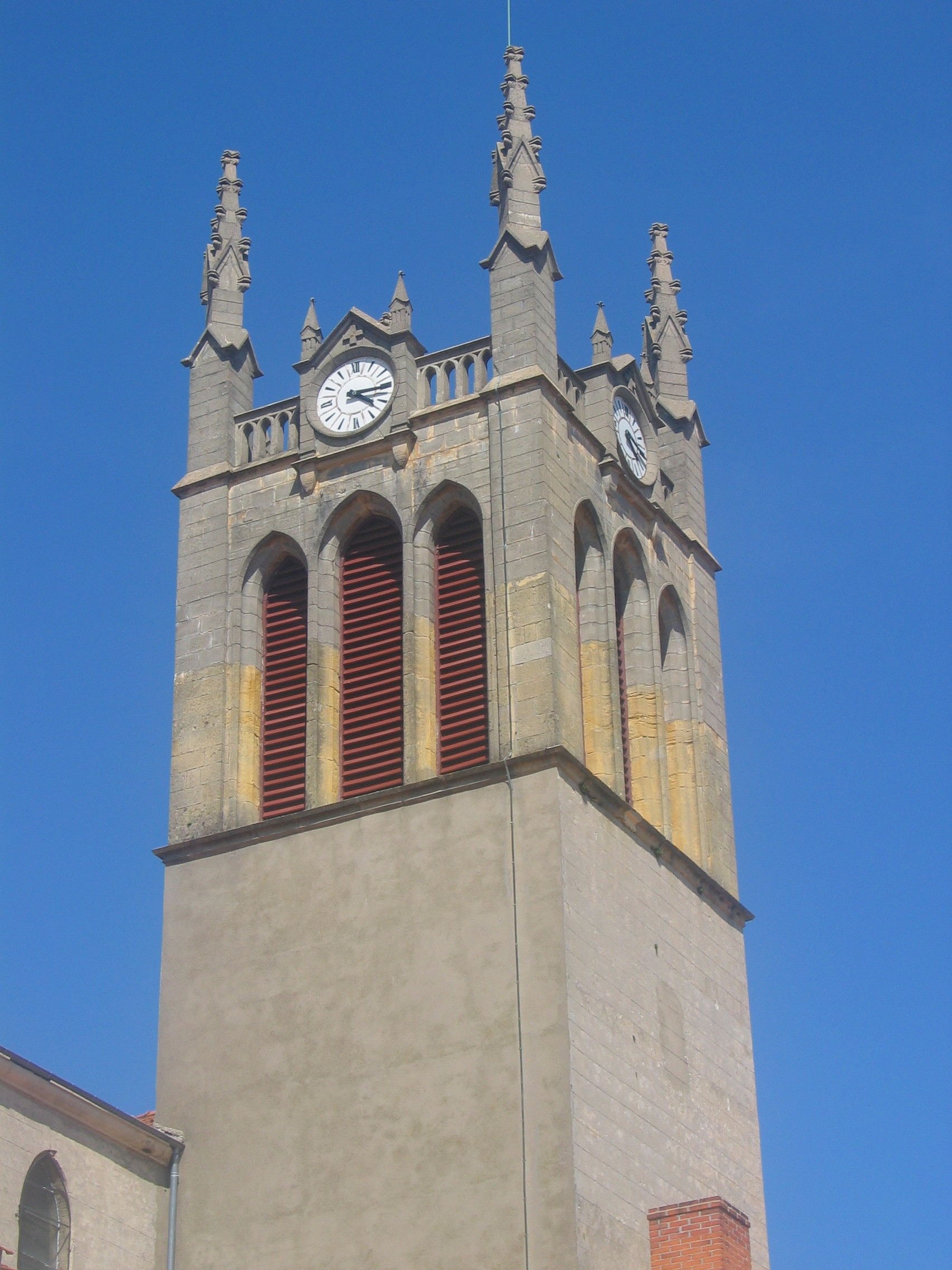
Clocher de l'église.
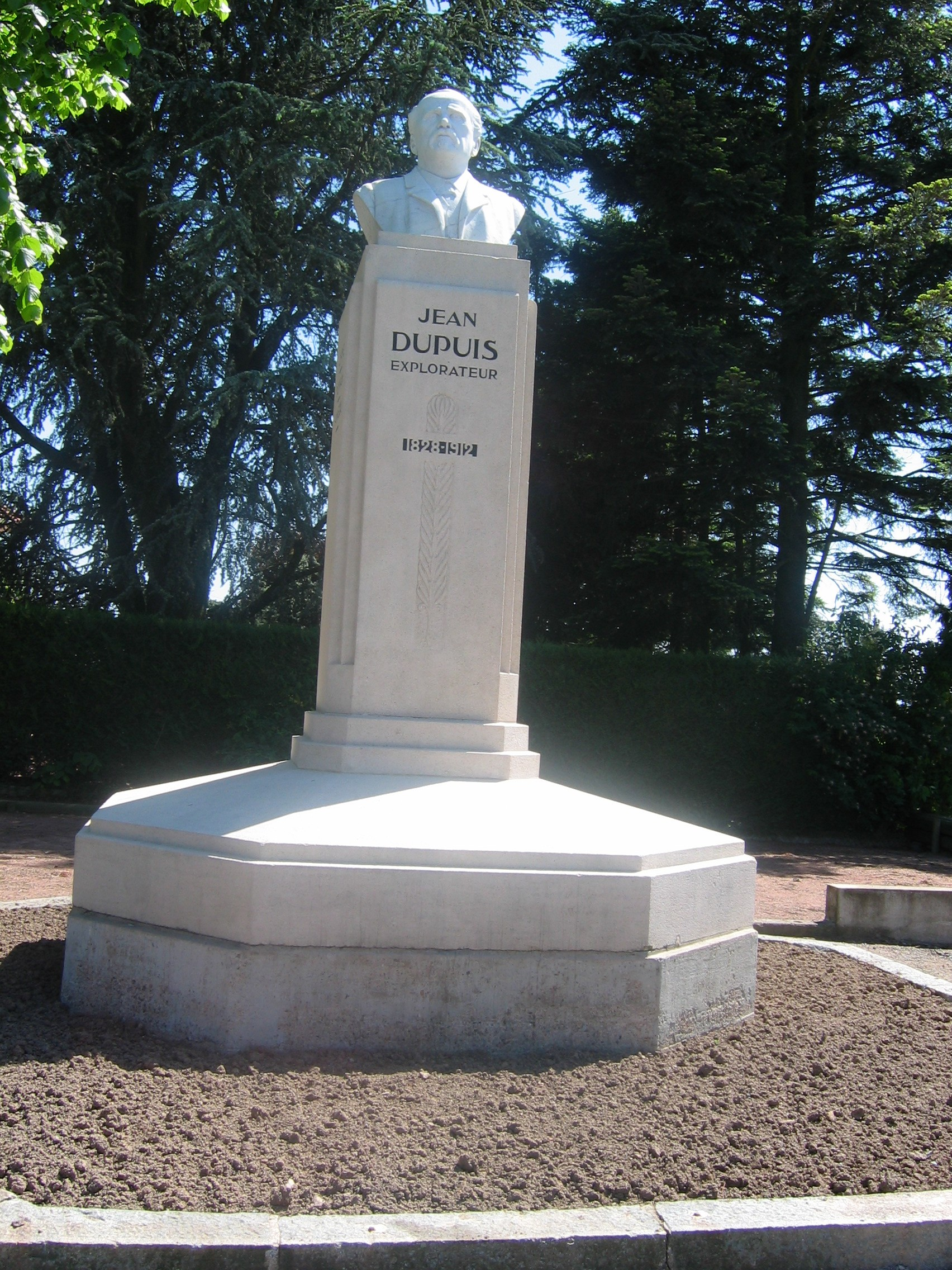
Monument à la mémoire de Jean Dupuis.

### Personnalités liées à la commune
- Claude Dechastelus (1798-1873), homme politique né à Saint-Just-la-Pendue.
- Jean Dupuis (1829-1912), explorateur et homme d'affaires né à Saint-Just-la-Pendue.
- Fernand Merlin (1868-1937), homme politique, médecin, né à Saint-Just-la-Pendue où il fut maire.

### Héraldique
| Blason de Saint-Just-la-Pendue | Blason  | Tranché : au 1er de sable à l'aigle essorant d'or, au 2e d'or à l'épi de blé tigé et feuillé de sable mis en bande et à la navette du même brochant en fasce. |
| Blason de Saint-Just-la-Pendue | Détails | |